# Praetaxila huntei
Praetaxila huntei is een vlindersoort uit de familie van de prachtvlinders (Riodinidae), onderfamilie Nemeobiinae.
Praetaxila huntei werd in 1903 beschreven door Sharpe.